# The Quota
The Quota è un album di Red Garland, pubblicato dalla MPS Records nel 1974. Il disco fu registrato il 3 maggio del 1971 al RCA Studios di New York.

## Tracce
Lato A
1. The Quota – 5:41 (Jimmy Heath)
2. Days of Wine and Roses – 7:42 (Henry Mancini, Johnny Mercer)
3. For Carl – 5:44 (Leroy Vinnegar)

Lato B
1. The Squirrel – 4:59 (Tadd Dameron)
2. On a Clear Day (You Can See Forever) – 4:30 (Burton Lane, Alan Jay Lerner)
3. Love for Sale – 9:46 (Cole Porter)

## Musicisti
- Red Garland - pianoforte
- Jimmy Heath - sassofono soprano, sassofono tenore
- Peck Morrison - contrabbasso
- Lenny McBrowne - batteria